# Denísivka (Crimea)
|  | Per a altres significats, vegeu «Deníssovka». |

Denísivka (en (ucraïnès): Денисівка) és un poble de la República Autònoma de Crimea a Ucraïna, que el 2014 tenia 972 habitants. Pertany al districte de Simferòpol.